# Jacques-Henri de Lorraine
Pour les articles homonymes, voir Henri de Lorraine et Henri d'Harcourt.
 (mars 2014).
Si vous disposez d'ouvrages ou d'articles de référence ou si vous connaissez des sites web de qualité traitant du thème abordé ici, merci de compléter l'article en donnant les références utiles à sa vérifiabilité et en les liant à la section « Notes et références ».
Jacques-Henri de Lorraine, chevalier de Lorraine, puis prince de Lixheim (1698-1734), est un gentilhomme et militaire français.

## Biographie
Fils de Charles de Lorraine, comte de Marsan et de Thérèse de Goyon de Matignon, il fait une carrière militaire à la cour de France, commandant d'un régiment de cavalerie, puis brigadier des armées du roi.
En 1721, il épouse Anne-Marguerite-Gabrielle de Beauvau-Craon (parce que la rumeur prétendait qu'elle était en réalité la fille du duc Léopold Ier de Lorraine). Cette union lui permet de devenir grand-maître de l'hôtel du duc, son lointain cousin.
Il meurt le 2 juin 1734 au siège de Philippsbourg. Ce fut la nouvelle qui se débita alors, mais on sait depuis qu'il avait été tué en duel par Louis François Armand de Vignerot du Plessis de Richelieu, après avoir fait preuve d'insolence envers lui.